# Muzeum Zachodniokaszubskie w Bytowie
Muzeum Zachodniokaszubskie w Bytowie zajmuje cały dawny Dom Zakonny pokrzyżackiego zamku. Ekspozycje podzielono na poświęcone etnografii oraz zabytkom historycznym, w tym związanym z dawnym Bytowem. Ta pierwsza część dzieli się na kilka sal.

## Opis
Parter: sala pierwsza: Rolnictwo (uprawa ziemi i hodowla zwierząt). Sala druga: Zajęcia pozarolnicze, które nie stanowiły głównego źródła utrzymania, jak np. rzemiosła wiejskie, ale były wykonywane jako dodatkowe obok rolnictwa i chowu zwierząt. Zbiór eksponatów dotyczy: rybołówstwa, pszczelarstwa, zbieractwa i łowiectwa. Sala trzecia i czwarta: Rzemiosła wiejskie. Sala piąta: Plecionkarstwo i tkactwo. Sala szósta: Wyposażenie wnętrza domowego. Wiele eksponatów związanych jest z Kaszubami.
Pierwsze piętro Domu Zakonnego zajmują z kolei wystawy o charakterze artystyczno-historycznym. Sala pierwsza: wystawa sztuki sakralnej. Sala druga, trzecia i czwarta: wyposażenie stylizowane na czasy średniowieczne, takie też obejrzeć w nich można eksponaty. Sala piąta – Portretowa, swoją nazwę wzięła od rozwieszonych na ścianach kilkunastu sporej wielkości portretów książąt pomorskich, o których poczytać można w językach polskim i angielskim na podświetlanej tablicy.
Drugie piętro – sala wystaw czasowych, wynajmowana także na konferencje, miejsce spektakli, koncertów.
Oddziały muzeum poza zamkiem: wieża po kościele św. Katarzyny w centrum Bytowa oraz Muzeum Szkoły Polskiej i Zagroda Styp-Rekowskich w Płotowie.